# Ерих Шломовић
Ерих Шломовић (Ђаково, 1915 – Београд, 1942), био је југословенски колекционар и трговац уметничким предметима, кога су нацисти убили највероватније око 1943. у околини Београда. Иза себе оставио је највећу збирку импресиониста и постимпресиониста на Балканском полуострву, која је још увек предмет неразумевања, расправа, а и судских процеса.

## Живот и каријера
Рођен је у Ђакову 10. март 1915. од оца Бернарда, трговца и мајке Розе. Године 1923. са породицом се преселио у Београд и настанио да живи на Дорћолу. По завршетку основне школе и гимназије у Београду, похађао је интернат у Кану од 1928—1929. године у коме је усавршио француски језик.
Као млад прво је показао интересовање за природне науке. Међутим за време боравка у Француској Шломовић је развио љубав према сликарству чијем се изучавању са страшћу предавао још од ране младости. Та љубав потом је код Шломовића прерасла у страст за колекционарством. Ту Шломовићеву страст према колекционарству, 1935. први је открио галериста Амброаз Волар у улици Лафит у Паризу. Наиме искусни колекционар је веома брзо схватио да млади Београђанин поседује софистицирани укус и осећај за праве уметничке вредности. Шломовић је убрзо постао његов сарадник и лични асистент.
Након што је врло добро савладао вештину у посредовању уметничким делима Шломовић је упоредо остваривао и контакте са чувеним уметницима, као што су Жорж Руо или Анри Матис, од којих је добио на поклон неколико цртежа. Вођен жељом да заснује сопствену колекцију, Шломовић се на све начине трудио да то и реализује.
Након погибије Амброаза Волара у саобраћајној несрећи у лето 1939. њихова сарадња и пријатељство било је прекинуто, али је Шломовић наследио мали део Воларове колекције, укључујући дела најпознатијих уметника који су стварали у периоду од импресионизма до кубизма. Највећи део Воларове колекције коју је наследио Шломовић чине графике, цртежи и књиге.
У децембру 1940. своју колекцију Шломовић је приказао на изложби у Дому краља Петра Првог Ослободиоца у Загребу, са намером да је у пролеће 1941. представи у Љубљани и Београду, али га је Други светски рат у томе спречио.
Други светски рат са нарастајућим антисемитизмом доста је изменио живот Ериха Шломовића који је одлучио да се врати у Београд. Међутим и у тим тешким временима ентузијазам у Шломовићу није јењавао. Интензивно је сакупљао дела савремених југословенских уметника, желећи да прошири колекцију и отвори сопствени музеј по нацрту чувеног Ле Корбизјеа.
Након немачког бомбардовања Београда 6. априла 1941. избегао је са породицом у централну Србију у село Бачина код Варварина. Са собом је понео целокупну збирка спаковану у неколико сандука, коју је сместио у једну приватну кућу у селу,
Током казнене експедиције немачке војске крајем 1941. Ерих Шломовић, његов отац Бернард и млађи брат Егон били су ухапшени и спроведени у затвор у Ћуприји. Након неколико месеци из Ћуприје су депортовани у концентрациони логор Сајмиште у Београду. У априлу 1942. са још стотинама других логораша мушки део породице Шломовић погубљен је у гасној комори. Ерих Шломовић имао је тада двадесет седам година.
Након завршетка Другог светског рата, његова мајка Роза Шломовић, која је страхоте рата и велику породичну трагедију преживела у селу Бачина, сећајући се последњих речи свога сина: „Чувај наше ствари”... уз посредовање др Ивана Рибара, вредну уметничку колекцију даровала је Београду и Србији.

## Контроверзе око збирке Ериха Шломовића
До данас је остало неразјашњено пријатељство галеристе Волара који је имао 70, и Ериха са 23 године (колико је имао када су се упознали). Њихово пријатељство по неким изворима заснивало се на пословним односима у којима је Шломовић био Волардов секретар и лице од потпуног поверења. Волар му је давао слике на реч, које је Шломовић односио у Београд и продавао у тадашњим високим круговима. Други сматрају да је међу њима постојала много приснија, емотивна веза.
Након смрти Амброаза Волара, који је погинуо у саобраћајној несрећи 1939. године, код Шломовића је остало око 600 уметничких дела. Он је у сеф банке Сосијете Женерал у Француској оставио 140 слика, цртежа и графика Дерена, Сезана, Дега, Реноара. Више од 400 преосталих радова понео је са собом у Југославију.
Збирка коју је Шломовић склонио у банку Сосијете Женерал, доспела је на светлост дана 1980. након отварања сефова после истицања законског рока од 40 година. Тада је требало да буде одржана јавна аукција, али је по налогу суда она отказана. Наиме, огласила се и тадашња СФРЈ, полажући право на збирку а с обзиром на то да је Шломовић био југословенски држављанин. Наследници Волара и Шломовића водили су парницу до 2006. када је донесена пресуда у корист обе стране. Већину радова, добили су Воларови наследници, а Шломовићима су припали само они радови и књиге који су били њима посвећени.
Радови из сефа банке продати су на аукцији у Сотбису јуна 2010.
Шломовићев део збирке данас се налази у Народном музеју у Београду.

## Ерихов живот на филму и у књижевном делу
О Ериховом животу и страдању у логору редитељ Вељко Булајић је 1989. по сценарију Иве Брешана снимио филм „Донатор”.
Београдски књижевник Момо Капор, инспирисан његовом судбином, написао је роман „Досије Шломовић”, који је издала издавачка кућа Књига-комерц из Београда, 2004 године.